# E-card
Een e-card is een wenskaart die wordt verzonden via internet. In de meeste gevallen wordt aan de ontvanger per e-mail een webadres gegeven waarop de kaart en een eventuele persoonlijke boodschap te vinden is.
Een gebruiker die een e-card naar iemand anders wil sturen, kan een kaart met een afbeelding en boodschap kiezen of er zelf een persoonlijke boodschap aan toevoegen. Hierbij moet het e-mailadres van zowel de afzender als de ontvanger worden ingevuld. Vaak kan de verzender van het kaartje ook een bevestiging krijgen dat de geadresseerde de desbetreffende e-card heeft ontvangen.

## Soorten
Er zijn vijf vormen van visuele e-cards: door middel van Adobe Flash geanimeerde afbeeldingen, statische afbeeldingen (niet bewegend), geanimeerde kaarten (door middel van enkele frames in een animated GIF), op JavaScript gebaseerde kaarten met subtiele animaties (voornamelijk waterdruppelachtige animaties) en ingesproken e-cards.
Met Flash geanimeerde e-cards waren het meest geavanceerd en het populairst. Deze waren het meest uitgewerkt wat betreft animatie, geluid en/of interactiviteit. Daarnaast kon Flash ook veel kleinere bestanden leveren, die daardoor sneller voor de gebruiker kunnen worden ingeladen. Met ingang van 31 december 2020 wordt Flash Player echter niet meer ondersteund door Adobe.

## Geschiedenis
De e-cards werden rond 1996 populair doordat ze gemakkelijk aan te bieden waren tegen een lage kostprijs. Kort daarop kwamen al de eerste gespecialiseerde e-cardwebsites. Het duurde niet lang voordat e-cards ook werden aangeboden door portalen als MSN en AOL. Daarnaast werden e-cards ook gebruikt voor advertentiedoeleinden, of als lokkertje.
In oktober 1999 kocht Excite@Home de website Blue Mountain Arts voor 780 miljoen dollar, wat neerkwam op 71 dollar per unieke maandelijkse bezoeker. Deze transactie werd door CNN en Business 2.0 gezien als bewijs voor de internetzeepbel. Op 13 september 2001, drie weken voordat het faillissement werd aangevraagd, verkocht Excite@Home Bluemountain.com voor 35 miljoen dollar. Ondanks alles blijft Bluemountain.com tot op de dag van vandaag een van de grootste e-cardwebsites. Andere grote e-cardwebsites zijn: Hallmark, eGreetings.com, American Greetings, JacquieLawson.com, 123greetings en globalgreetz.com.
Ook in Nederland zijn er een aantal relatief grote e-cardwebsites met een groot aanbod aan digitale kaarten. Zo domineert kaartenhuis.nl, kort daarna gevolgd door gotya.nl, nog steeds de markt, maar daarnaast zien andere bedrijven kans om aan populariteit te winnen.
Van origine waren de meeste e-cards gratis, maar daar is in de loop van de jaren veel verandering in gekomen. Veel websites verlangen een betaling per kaart of een jaarabonnement voor het gebruik van alle kaarten of bepaalde meer geavanceerde e-cards. Dit geldt niet voor alle grote sites, met uitzondering van 123greetings.com, globalgreetz.com en kaartenhuis.nl.

## Veiligheid
Doordat veel e-cardbedrijven het e-mailadres te pakken krijgen van de verzender en degene naar wie de kaart is verzonden, kan dit tot ongewenste e-mail leiden (spam). De oorzaak hiervan is dat sommige websites hun e-mailbestand verkopen voor extra inkomsten, maar soms ook zijn de websites zelf eigendom van bedrijven die bekendstaan om hun spam. In Nederland is spam sinds 2004 verboden.